# William Demarest
William Demarest (27 de febrero de 1892 - 28 de diciembre de 1983) fue un actor estadounidense de carácter, especializado en la interpretación de personajes duros pero de buen corazón.

## Biografía
Su nombre completo era Carl William Demarest, y nació en Saint Paul (Minnesota), aunque su familia se mudó a New Bridge, una pequeña población del Condado de Bergen, Nueva Jersey, cuando él era niño.
Fue un prolífico actor cinematográfico y televisivo, actuando a lo largo de su carrera en más de 140 filmes. Se inició en el mundo del espectáculo trabajando en el vodevil, pasando más adelante al ambiente teatral de Broadway. Su carrera en el cine comenzó en 1926 y llegó hasta la década de 1970. Demarest trabajó de manera regular con el director cinematográfico Preston Sturges, llegando a formar parte del elenco estable que Sturges utilizaba de manera repetida en sus producciones. Así, participó en diez películas escritas por Sturges, ocho de las cuales dirigió él, entre ellas Las tres noches de Eva, Los viajes de Sullivan, y The Miracle of Morgan's Creek. 
William Demarest también coincidió en varias películas con Fred MacMurray: Hands Across the Table (1935), Pardon My Past (1945) y The Far Horizons (1955).
Demarest fue nominado al Oscar al mejor actor de reparto por su trabajo en la película The Jolson Story, en la cual encarnaba al ficticio mentor de Al Jolson. Previamente había trabajado con el auténtico Al Jolson en The Jazz Singer. 
De su actividad televisiva destaca su papel entre 1965 y 1972 en la sitcom de la ABC, y posteriormente de la CBS, My Three Sons, interpretando al tío Charley. Demarest reemplazó a William Frawley, el cual hubo de abandonar el show por problemas de salud. 
Antes de My Three Sons, Demarest actuó con la veterana estrella del cine western Roscoe Ates en 1958, en el  episodio "And the Desert Shall Blossom" del programa de la CBS Alfred Hitchcock Presents. En 1959, Demarest fue el actor protagonista de la sitcom de la NBC Love and Marriage. En dicha serie Demarest actuaba junto a Jeanne Bal, Murray Hamilton, y Stubby Kaye.
William Demarest falleció en Palm Springs, California, en 1983, a causa de un cáncer de próstata. Fue enterrado en el Cementerio Forest Lawn Memorial Park de Glendale (California).

## Filmografía parcial

### Largometrajes
- When the Wife's Away (1926)
- Finger Prints (1927)
- Don't Tell the Wife (1927)
- The Gay Old Bird (1927)
- Matinee Ladies (1927)
- A Million Bid (La mujer vendida) (1927)
- Simple Sis (1927)
- The Black Diamond Express (1927)
- What Happened to Father? (1927)
- The First Auto (1927)
- The Bush Leaguer (1927)
- A Sailor's Sweetheart (1927)
- The Jazz Singer (1927)
- A Reno Divorce (1927)
- Sharp Shooters (1928)
- A Girl in Every Port (Una novia en cada puerto) (1928)
- The Escape (1928)
- Pay as You Enter (1928)
- Five and Ten Cent Annie (1928)
- The Butter and Egg Man (1928)
- The Crash (1928)
- Niebla sobre San Francisco (Fog Over Frisco, 1934)
- Many Happy Returns (1934)
- The Circus Clown (1934) (escenas eliminadas)
- Fugitive Lady (1934)
- After Office Hours (1935)
- The Casino Murder Case (1935)
- The Murder Man (La voz que acusa) (1935)
- Bright Lights (El despertar de un payaso) (1935)
- Diamond Jim (El hombre de los brillantes) (1935)
- Hands Across the Table (Candidata a millonaria) (1935)
- White Lies (1935)
- El gran Ziegfeld (1936)
- Wedding Present (1936)
- Love on the Run (1936)
- Charlie Chan at the Opera (Charlie Chan en la ópera) (1936)
- Mind Your Own Business (1936)
- Time Out for Romance (1937)
- Don't Tell the Wife (1937)
- Oh Doctor (1937)
- Hit Parade of 1937 (1937)
- The Great Hospital Mystery (1937)
- The Great Gambini (1937)
- Easy Living (Una chica afortunada) (1937)
- Blonde Trouble (1937)
- Wake Up and Live (1937)
- Big City (1937)
- Rosalie (1937)
- Rebecca of Sunnybrook Farm (1938)
- Romance on the Run (1938)
- One Wild Night (1938)
- Josette (1938)
- Peck's Bad Boy with the Circus (1938)
- While New York Sleeps (1938)
- The Great Man Votes (1939)
- King of the Turf (1939)
- Miracles for Sale (1939)
- Mr. Smith Goes to Washington (1939)
- Little Men (1940)
- Las tres noches de Eva (1941)
- All Through the Night (1941)
- Los viajes de Sullivan (1942)
- The Palm Beach Story (Un marido rico) (1942)
- The Miracle of Morgan's Creek (1944)
- Once Upon a Time (Érase una vez) (1944)
- Hail the Conquering Hero (1944)
- Pardon My Past (1945)
- Along Came Jones (El caballero del Oeste) (1945)
- The Jolson Story (1946)
- The Perils of Pauline (1947)
- The Sainted Sisters (1948)
- On Our Merry Way (1948)
- Jolson Sings Again (1949)
- Red, Hot and Blue (1949)
- When Willie Comes Marching Home (¡Bill, qué grande eres!) (1950)
- The Strip (1951)
- Fort Bravo (1953)
- Here Come the Girls (1953)
- Jupiter's Darling (La amada de Júpiter) (1955)
- The Private War of Major Benson (La guerra privada del mayor Benson, 1955)
- Hell on Frisco Bay (1955)
- The Far Horizons (Horizontes azules) (1955)
- Lucy Gallant (Orgullo contra orgullo) (1955)
- El mundo está loco, loco, loco (1963)
- Viva Las Vegas (1964) – Mr. Martin
- That Darn Cat! (Un gato del FBI) (1965) – Mr. MacDougall

### Series
• Bonanza (The Hayburner) (1962)
T4 E21
Cortos
- A Night at Coffee Dan's (1927)
- Amateur Night (1927)
- The Night Court (1927)
- Seeing Things (1930)
- The Run Around (1932)

## Premios y distinciones
Premios Óscar
| Año  | Categoría              | Película         | Resultado |
| ---- | ---------------------- | ---------------- | --------- |
| 1947 | Mejor actor de reparto | The Jolson Story | Nominado  |